# 中矢伸一
中矢伸一（なかや しんいち、1961年 - ）は、フリーライター、「日本弥栄の会」代表。

## 人物
日月神示関連の著作を中心に執筆し、紹介している。
また、日月神示の理念をベースに、自身が責任監修する月刊『玉響』を発行している。

## 略歴
1961年、東京都に生まれる。
1979年、高校三年の夏から米国へ留学。ワシントン州南東部のケネウィック高校に交換留学生として転入。
1980年、ワシントン州立コロンビア・ベースン・カレッジ入学。
1982年に同校卒業後、帰国。英会話学校講師、フリーランス翻訳・通訳など、英語関係の仕事に就きながら、自身の歩むべき道を模索。
1985年、神道系宗教団体に入信、一時は幹部への道を志す（4年ほどで完全脱退）。
1989年8月、『英会話即戦力‐英会話学校なんかもういらない！』を刊行。
1991年5月、『日月神示―宇宙意志より人類へ最終の大預言』が出版され、ベストセラーとなり、本格的な執筆活動に入る。
1994年8月、自著の固定読者を主な対象にした任意団体、「真正日本を考える会」を創立。会員制月刊誌『真正日本』（現『玉響』）を創刊する。
1997年8月、会の名称を「日本弥栄（いやさか）の会」に改称、月刊誌の題号を『神州』に改める。
1999年、月刊『神州』を月刊『たまゆら』に改題。
2005年、『〔魂の叡智〕日月神示‐完全ガイド＆ナビゲーション』を出版。2007年、同著が奇縁となり、船井幸雄との交流が始まる。
2009年4月、月刊『たまゆら』を月刊『たまゆらpremium』に改める。
2012年4月、月刊『たまゆらpremium』を月刊『玉響（たまゆら）』に改題。
2015年4月、有料メルマガ『飛耳長目（ひじちょうもく）』の配信開始。
2019年7月、月刊『玉響』創刊25周年、通巻300号を迎える。

## エピソード
・日月神示の存在を初めて知ったのは、広瀬謙次郎著『ムー大陸の大浮上』（日本文芸社、1986年）。
・1989年2月、刊行されたばかりの日月神示のダイジェスト版『太神の布告』を入手し、同書の監修者であった橋爪一衛に手紙を書いたことで、次第に日月神示と深く関わるようになる。
・精神科医でノストラダムス研究家の川尻徹の著書『ノストラダムス戦争黙示』（1991年4月）、『ノストラダムス複合解釈』（1991年11月）、『芭蕉・隠れキリシタンの暗号』（1992年12月）の制作として参加。これら三作のライターを務めた。
・1992年9月から、牛・豚・鶏などの肉類をまったく食べない食生活を実践している。５年半ほどは完全玄米菜食であったが、現在は魚介類や乳製品などは気にせずに食べている。
・英国ロスチャイルド家のエドムンド・ロスチャイルドと書簡による交流があった。
・自ら奏上する「ひふみ祝詞」や「天津祝詞」などを収録した『日月神示にもとづく祝詞集CD』をリリース。Amazonヒットチャートで綾小路きみまろを超える人気を博す。これを再生した人から不思議な体験談が多数寄せられたという。

## 著作

### 単著
- 『英会話即戦力‐英会話学校なんかもういらない！』扶桑社、1989年 ISBN 978-4594004477
- 『ケンカのできる英会話‐イメージ＋アクションでゼッタイ話せる！』こう書房、1990年 ISBN 978-4769603849
- 『日月神示 : 宇宙意志より人類へ最終の大預言 」』徳間書店、1991年 ISBN 4195045592
- 『日月神示 : 神一厘のシナリオ 世界は神示に示されたように動く』徳間書店、1992年 ISBN 4195048710
- 『ユダヤの救世主が日本に現われる―世界大破局が招く人類再編の神ドラマ』徳間書店、1992年 ISBN 978-4195049686
- 『真・霊界伝―日月神示とスウェデンボルグが明かす霊界の真相奥の奥』徳間書店 1993年　ISBN 978-4195051153
- 『出口王仁三郎 三千世界大改造の真相―神の経綸が語る破壊と再生のシナリオ』ベストセラーズ 1993年　ISBN 978-4584008614
- 『神々が明かす日本古代史の秘密―抹殺された国津神と封印された日本建国の謎を解く！』日本文芸社 1993年　ISBN 978-4537023633
- 『日月神示 艮の戦―正神v.s.イシヤ・イルミナティの世界最終戦争』徳間書店　1993年　ISBN 978-4198500115
- 『英語ぐらい話せないでどうする―英会話はこうして学べ』南雲堂　1994年　ISBN 978-4523262015
- 『真正日本神道―八百万の神々の息吹が神国日本を救済する! 日本人の原点に流れる「真の神の道」』ベストセラーズ　1994年　ISBN 978-4584009109
- 『日本霊能者伝―神の使いか、救世主か』広済堂文庫　1994年　ISBN 978-4331652107
- 『正釈 日月神示―宇宙の直流 火水土の異変＝正なる神の声に耳かたむけよ』徳間書店、1995年 ISBN 978-4198602628
- 『神道経済救国論―真正なる日本の国造りが始まる』KKベストセラーズ、1995年　ISBN 978-4584182000
- 『日月神示 死者の書―あなたの中に潜む「あの世」のかたち』徳間書店、1995年　ISBN 978-4198603304
- 『日月神示とプラウト光輝の書』徳間書店、1995年    ISBN 978-4198603618
- 『封印された日本建国の秘密―いま甦る「隠された神々」と日本創生の実相！』日本文芸社、1996年　ISBN 978-4537025026
- 『真正・日本霊能者伝―正しき霊統を継ぎ、天から降ろされた者たち』広済堂出版、1996年　ISBN 978-4331007310
- 『日月神示 二曰んの巻―大いなる神々のプログラム』ロングセラーズ、1996年　ISBN 978-4845405060
- 『「正釈」日月神示〈II〉神誕生(かみうみ)と地球誕生(くにうみ)…宇宙神話の超真相』徳間書店、1996年　ISBN 978-4198605384
- 『出口王仁三郎 大本裏神業の真相―「みろくの世」を実現する最終プログラムとは』KKベストセラーズ、1997年　ISBN 978-4584010075
- 『日月神示(ゝ)外伝 : 「世界宗教出現」の神ドラマ」』徳間書店、1997年 ISBN 4198503842
- 『人類を救う霊性と食の秘密―とどめの神典・日月神示に流れいたるマコトの食の教え』広済堂出版、1997年　ISBN 978-4331007792
- 『日月神示 彌栄への道標』ロングセラーズ、1998年　ISBN 978-4845405725
- 『日月神示 岩戸開きの胎動』ロングセラーズ、1998年　ISBN 978-4845406081
- 『オキテ破りの英会話―発想の転換で英語をモノにする!』ＫＫベストセラーズ、1998年　ISBN 978-4584306048
- 『日月神示 日本魂復活の日』ロングセラーズ、2000年　ISBN 978-4845406562
- 『日月神示「運命大転換法」―あなたを幸せに導く64の道しるべ』ぶんか社、2002年　ISBN 978-4821107889
- 『日本を動かした大霊脈』徳間書店、2002年　ISBN 978-4198616199
- 『「魂の叡智」日月神示完全ガイド&ナビゲーション』徳間書店、2005年 ISBN 4198620237
- 『日月神示　神か獣か！魂の超選択 世界とあなたに希望と絶望が同時にやってくる！』    徳間書店、2007年　ISBN 978-4198623227
- 『日月神示 ミロクの世の到来―政治も経済も光り輝く５次元の世界へ』徳間書店、2007年　ISBN 978-4199060083
- 『日月神示―この世と霊界の最高機密』徳間書店、2008年　ISBN 978-4199060229
- 『日本はなぜ神道なのか』ＫＫベストセラーズ、2008年　ISBN 978-4584392614
- 『「嬉し嬉し」人生の磨き方―あなたの夢実現をサポートする叡智の教え』経済界、2008年　ISBN 978-4766784343
- 『[天の叡智]日月神示 ミロクの道は悪を抱き参らせてこそ進む』徳間書店、2009年　ISBN 978-4198627201
- 『[地の叡智]日月神示―ユダヤとの結び/石屋との和合』徳間書店、2009年　ISBN 978-4198627478
- 『[人の叡智]日月神示　霊の穢れ〈メグリ・悪業〉の解消法』徳間書店、2009年　ISBN 978-4198627829
- 『日月神示と古事記の神々の預言―天直流の言霊』徳間書店、2009年　ISBN 978-4199060694
- 『日月神示 宇宙縄文神とのまじわり』徳間書店、2010年　ISBN 978-4905027034
- 『日本建国の暗号: 伊勢神宮の謎と天照大神の真実』ビジネス社、2010年　ISBN 978-4828416038
- 『日月神示 ついに始まった大禊祓い 待ったなし！ 大宇宙神の立て替え・立て直し』ヒカルランド、2011年　ISBN 978-4905027263
- 『ミロクの暗号 日月神示と出雲・伊勢・シュメールで読み解く日本人の使命』    徳間書店、2012年　ISBN 978-4198633257
- 『ミロクの経済学　日月神示と古神道が隠し持つ救国のマニュアル』ヒカルランド、2012年　ISBN 978-4864710046
- 『日月神示の開運法則：あの世・この世のしくみが導く』徳間書店、2014年　ISBN 978-4198637583
- 『日月神示　覚醒と実践』徳間書店、2015年 ISBN 978-4-19-863961-7
- 『ひつく神道入門』徳間書店、2016年　ISBN 978-4199070501
- 『「奥の院」がこれからは日本の時代だと決めた：ロックフェラー、ロスチャイルドを超える』ヒカルランド、2016年　ISBN 978-4864714280
- 『はじめての日月神示』かざひの文庫、2018年　ISBN 978-4884699369
- 『神仕組み令和の日本と世界：日月神示が予言する超覚醒時代』徳間書店、2019年　ISBN 978-4198648398
- 『日月神示とパワースポット』青林堂、2020年 ISBN 978-4-7926-0670-1
- 『[新装版]日月神示 地震(二日ん)の巻　大峠に臨む』ヒカルランド、2020年 ISBN 978-4-86471-923-0
- 『【復刻版】出口王仁三郎 三千世界大改造の真相』ヒカルランド、2021年 ISBN 978-4-86471-531-7
- 『【復刻版】出口王仁三郎 大本裏神業の真相』ヒカルランド、2021年 ISBN 978-4-86742-040-9
- 『五六七の仕組 日月神示が予言する日本と世界の未来』徳間書店、2022年 ISBN 978-4198654580
- 『はじめての日月神示 未来予言編』かざひの文庫、2022年　ISBN 978-4867230985
- 『神仕組み 日月神示 完全ガイド＆アップデート』徳間書店、2022年　ISBN 978-4198655617

### 共著
- 『いま人に聞かせたい神さまの言葉』船井幸雄共著　徳間書店、2008年　ISBN 978-4198625016
- 『ホログラフィック地球ワールド あなたはまもなく銀河人になる』ジュード・カリヴァン共著　ヒカルランド、2009年 ISBN 978-4198628147
- 『日月神示 縄文サンクチュアリ 超スピリチュアル・スポット探訪 【麻賀多神社編】』ジュード・カリヴァン共著　ヒカルランド、2010年 ISBN　978-4905027072
- 『Ｑ＆Ａベスト集成　2012年あなたはこうなる』山口敏太郎編　徳間書店、2010年 ISBN 978-4199060991
- 『世の中大転換がわかる 日月神示の緊急未来予測 迫りくるこの国の立て替え・立て直し』大石憲旺、高島康司共著　ヒカルランド、2011年 ISBN  978-4905027201
- 『緊急未来予測 日月神示のサバイバルガイド&ナビゲーション 宇宙的事由から見た巨大地震、巨大津波、原発事故』大石憲旺、高島康司共著　ヒカルランド、2011年 ISBN 978-4905027324
- 『闇の終焉と地球元年』ベンジャミン・フルフォード共著　ヴォイス、2012年　ISBN 978-4899762898
- 『日月神示 立直しの「超」暗号 骨なし日本からの垂直転換　ミロクは「福」の島から始まる！』副島隆彦共著　ヒカルランド、2012年　ISBN 978-4864710183
- 『古神道とネイティブアメリカン スピリチュアルウォリアーたちの未来デザイン会議』ウィリアム・トゥフェザー、ベンジャミン・フルフォード共著　ヒカルランド、2012年　ISBN 978-4864710503
- 『富士は爆発するぞ！ 日月神示が語る今この時 緊急未来予測シミュレーション』黒川柚月、内記正時共著　ヒカルランド、2013年 ISBN 978-4864711456
- 『「日月神示」対談 神一厘の仕組みとユダヤ預言』飛鳥昭雄共著　学研、2015年　ISBN 978-4054062399
- 『日月神示的な生き方 大調和の「ミロクの世」を創る』舩井勝仁共著　きれいねっと、2016年　ISBN 978-4434224898
- 『日月神示と脳科学が解き明かす　身体と脳の取り戻し方　日本人の覚醒が世界を変えるこれだけの理由』篠浦伸禎共著　徳間書店、2016年 ISBN 978-4198642778
- 『1日1話、読めば心が熱くなる365人の仕事の教科書』藤尾秀昭監修　致知出版社、2020年　ISBN 978-4800912473

### 校訂
- 『完訳 日月神示』岡本天明書　ヒカルランド、2011年　ISBN 978-4905027249

### 構成・執筆
- 『ノストラダムス戦争黙示―滅亡のシナリオは今も進みつづける』川尻徹著　徳間書店、1991年　ISBN 978-4195045312
- 『ノストラダムス複合解釈―影の組織と伊勢神宮・秘予言の暗号』川尻徹著　徳間書店、1991年　ISBN 978-4195047071
- 『芭蕉隠れキリシタンの暗号―『奥の細道』は予言アナグラムになっていた！』川尻徹著　徳間書店、1992年　ISBN 978-4195050415
- 『日本発！ イスラームが世界を救う』澤田沙葉著　コアラブックス、2004年　ISBN 978-4860970390

### 監修
- 『謎解き版[完訳]日月神示 「基本十二巻」全解説[その一]』内記正時著　ヒカルランド、2014年　ISBN 978-4864712170
- 『謎解き版[完訳]日月神示 「基本十二巻」全解説[その二]』内記正時著　ヒカルランド、2015年　ISBN 978-4864712552
- 『謎解き版[完訳]日月神示 「基本十二巻」全解説[その三]』内記正時著　ヒカルランド、2016年　ISBN 978-4864713405
- 『【日月神示】日々瞬間の羅針盤』岡本 天明 (著)、大野 舞 (イラスト)　ヒカルランド、2020年　ISBN 978-4864719254
- 『【日月神示】ミロク世の羅針盤』岡本 天明 (著)、大野 舞 (イラスト)　ヒカルランド、2020年　ISBN 978-4864719261

### CD
- 『日月神示にもとづく祝詞集』 ウォーブルレコード、2011年 JAN 4562114440104
- 『日月神示にもとづく祝詞集』東光社、2018年 JAN 4-580049-670014

### DVD
- 『日月神示 発祥・麻賀多神社編　第1巻』ゲスト・ジュード・カリヴァン　国際知的エネルギー研究センター スピリチュアルハウス、2010年　JAN 4580289500010
- 『日月神示 発祥・麻賀多神社編　第2巻』ゲスト・ジュード・カリヴァン　国際知的エネルギー研究センター スピリチュアルハウス、2010年　JAN 4580289500027
- 『古神道の智慧―理論と実践』ウォーブルレコード、2011年　JAN 4580297380086
- 『日月神示入門編』ウォーブルレコード、2011年　JAN 4580297380079
- 『東経135度線の聖地・神社を巡る旅』ウォーブルレコード、2012年　JAN 4571217829853
- 『岡本天明の歩いた軌跡～北関東編』ゲスト：黒川柚月　ウォーブルレコード、2012年　JAN 4571217820478

## 寄稿
ザ・フナイ、月刊ムー、ジャパニズム、ゆほびかGOLD、月刊致知、他